# Ra’ana Liaquat Ali Khan

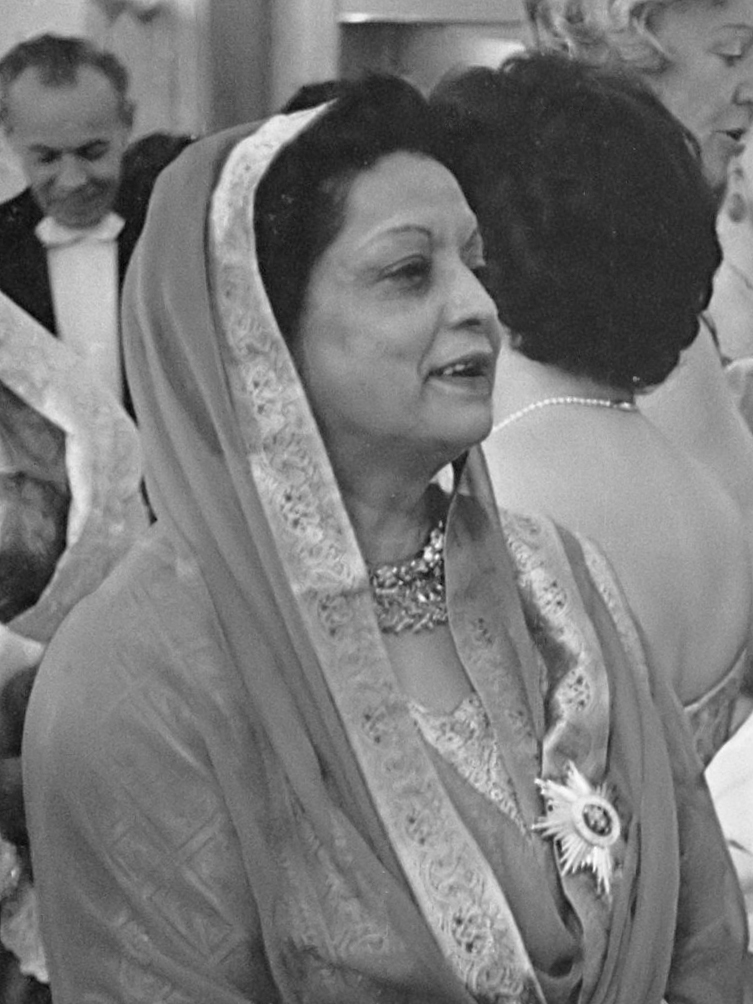
Ra’ana Liaquat Ali Khan 1961 in den Niederlanden

Begum Ra’ana Liaquat Ali Khan (Urdu رعنا لیاقت علی خان, auch bekannt als Sheila Irene Pant, geboren Februar 1905 in Almora, Kaiserreich Indien; gestorben 13. Juni 1990 in Karatschi, Pakistan), war eine pakistanische Frauenrechtlerin, Politikerin und Wissenschaftlerin. Sie war die Frau des ersten Premierministers von Pakistan Liaquat Ali Khan und Gouverneurin der Provinz Sindh. Eine an sie verliehene Ehrenbezeichnung war „Mutter von Pakistan“.

## Leben
Sheila Irene Pant wurde in Lucknow ausgebildet. Sie erhielt ihre höhere Schulbildung am dortigen amerikanischen Isabella-Thoburn-College, absolvierte dann bis 1927 ein Bachelor-Studium und bis 1929 ein Master-Studium in Volkswirtschaft und Soziologie an der Universität Lucknow. Danach absolvierte sie einen Ausbildungskurs als Lehrerin am Diocesan College in Kalkutta, wurde zunächst Lehrerin an der Gokhale Memorial School und schließlich 1931 Lektorin für Volkswirtschaft am Indraprastha College, einer Mädchenschule, in Delhi. Dort traf sie auch erstmals ihren späteren Ehemann Liaquat Ali Khan, den sie im April 1933 oder Dezember 1932 heiratete.

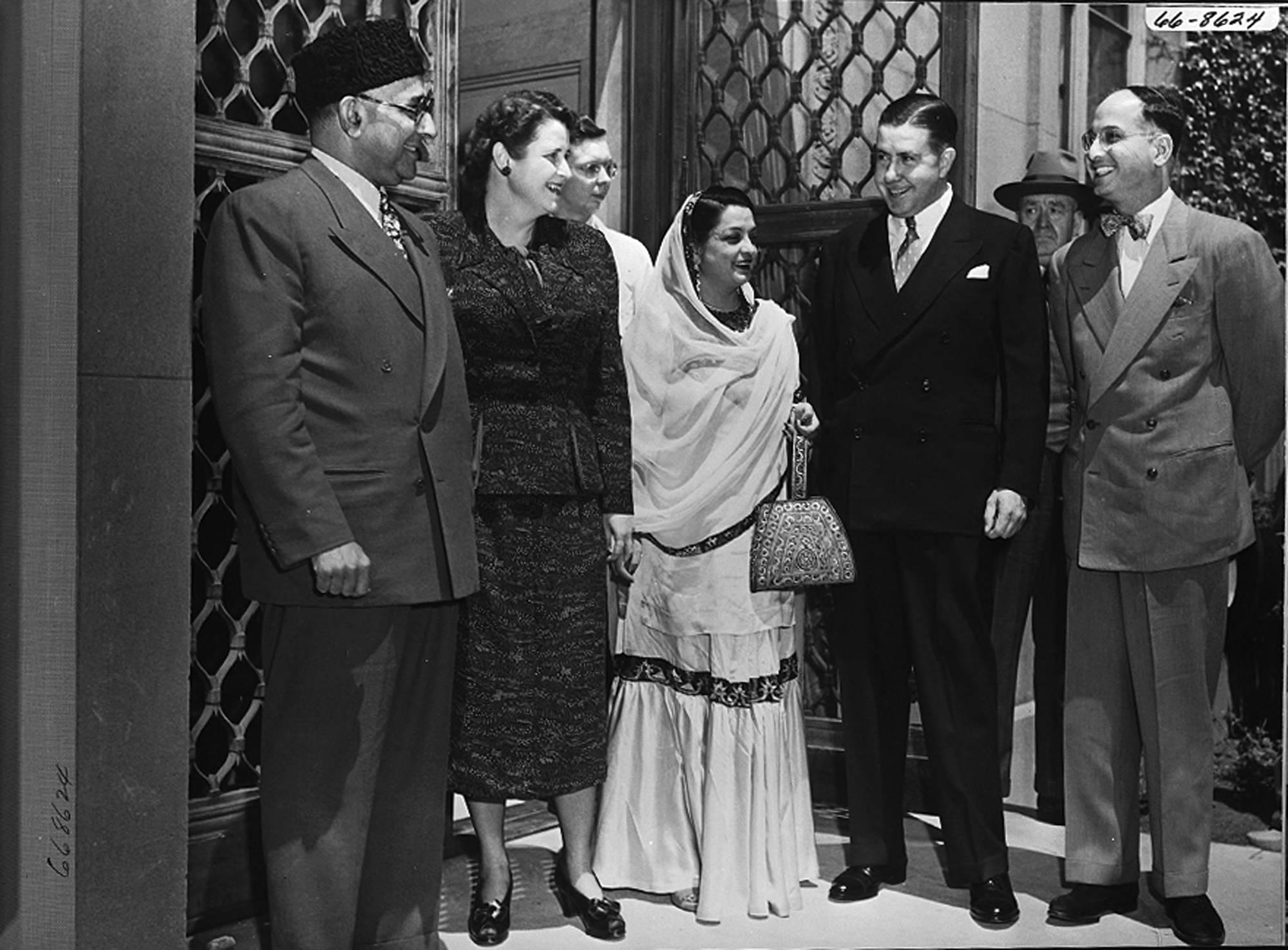
Ra’ana Liaquat Ali Khan (Mitte) beim Besuch des MIT 1950. Ihr Mann links.

### Frauenrechtlerin und First Lady
Das Ehepaar wurde politisch in der Muslimliga aktiv, unterstützt durch deren Gründer Muhammad Ali Jinnah. Ihr Mann wurde 1936 Ehrensekretär, 1943 Generalsekretär der Muslimliga und erreichte schließlich 1947 eine Abspaltung Pakistans von Indien und wurde am 15. August 1947 in Karatschi vereidigt. Ra’ana selbst ermunterte in dieser Zeit als Aktivistin Frauen in Flüchtlingslagern, selbständig erste Hilfe zu organisieren, eine Nahrungs- und Kleiderversorgung aufzubauen sowie Epidemien und Krankheiten zu bekämpfen. Sie gab Selbstverteidigungskurse und gründete die Nationalgarde pakistanischer Frauen (PWNG) und die Pakistanische Marinereserve (PWNR), die die First Lady selbst im Range eines Brigadiergenerals anführte. Diese Organisationen lösten sich nach 1954 auf.
1949 gründete sie weitere Frauenorganisationen, wie die pakistanische Vereinigung für Heimarbeit und den Pakistanischen Frauenbund (APWA). Letzteren rief sie angesichts des drängenden Flüchtlingsproblems auf einer Konferenz ins Leben, an der mehr als 100 Teilnehmerinnen zusammenkamen und sie als Präsidentin nominierten. Der APWA gründete Schulen, Colleges und Werkstätten für Frauen, von denen zahlreiche den Namen Rana trugen.

### Als Witwe
Ihr Mann wurde am 16. Oktober 1951 Opfer eines Attentats. Ra’ana selbst engagierte sich weiterhin für Pakistan: Sie vertrat 1952 Pakistan vor den Vereinten Nationen, sowie vom September 1954 bis 1961 als Botschafterin in Den Haag, beides als erste Vertreterin eines islamisch geprägten Staats. Danach vertrat sie Pakistan in Italien (1962–1965) und Tunesien (1965–1966).
Anschließend kehrte sie nach Pakistan zurück und widmete sich der Lehrtätigkeit an einem der nach ihr benannten Colleges. 1967 erhielt sie ein Ehrendoktorat in den Wirtschaftswissenschaften sowie ein Doktorat in Wirtschaftsphilosophie. Als sich Bangladesch Anfang der 1970er von Pakistan trennte, tat sie sich mit der sozialistischen Bewegung Zulfikar Ali Bhuttos zusammen und schloss sich seiner Regierung als Wirtschafts- und Regierungsberaterin an. 1973 ernannte Bhutto sie zur Gouverneurin der Provinz Sindh. In dieses Amt wurde sie am 15. Februar 1973 eingeführt und hatte es bis zum 28. Februar 1976 inne. Zwar gewann sie gemeinsam mit Bhutto im Jahr 1977 die Wahlen, der Putsch durch Zia-ul-Haq verhinderte jedoch eine weitere politische Betätigung. Sie setzte sich bis zu dessen Hinrichtung für Bhutto ein.
Bis zu ihrem Tod 1990 engagierte sie sich sozial und bildungspolitisch für Frauen in Pakistan und kritisierte Zia-ul-Haq öffentlich, welcher sie aus Respekt für ihr Lebenswerk gewähren ließ. Ihr wurde ein Staatsbegräbnis zuteil.

## Auszeichnungen
- 1950: Jane-Addams-Medaille
- 1959: Nishan-e-Imtiaz (Exzellenzmedaille, höchste Auszeichnung Pakistans)
- 1961: Großkreuz des Ordens von Oranien-Nassau
- 1966: Großkreuz der Italienischen Republik
- 1978: Menschenrechtspreis der Vereinten Nationen